# Ghanaische Fußballnationalmannschaft
Die ghanaische Fußballnationalmannschaft (Spitzname: Black Stars) ist die Auswahl ghanaischer Fußballspieler, die die Ghana Football Association (GFA) auf internationaler Ebene, beispielsweise in Freundschaftsspielen gegen die Auswahlmannschaften anderer nationaler Verbände, aber auch bei der Afrikameisterschaft des afrikanischen Kontinentalverbandes CAF oder der Weltmeisterschaft der FIFA repräsentiert.
Die GFA-Auswahl zählt zu den erfolgreichsten Fußballnationalmannschaften des afrikanischen Kontinents. Bereits neunmal stand sie im Endspiel einer Fußball-Afrikameisterschaft. Viermal (1963, 1965, 1978 und 1982) konnte die ghanaische Mannschaft den Titel gewinnen, fünfmal (1968, 1970, 1992, 2010 und 2015) ging sie als Vize-Afrikameister vom Platz. Dazu kommen einmal ein dritter (2008) und dreimal ein vierter Platz (1996, 2012, 2013). Mit insgesamt 19 Afrikameisterschafts-Teilnahmen liegt die Mannschaft in dieser Hinsicht hinter Ägypten und der Elfenbeinküste auf dem dritten Rang.
Die Mannschaft konnte sich im Oktober 2005 erstmals für eine Fußball-Weltmeisterschaft qualifizieren. Während der Weltmeisterschaft im folgenden Jahr überstand die Auswahl unter Trainer Ratomir Dujković als einzige afrikanische Mannschaft die Vorrunde, und man scheiterte erst im Achtelfinale an Brasilien. Nach einer erfolgreichen Qualifikation zur ersten Weltmeisterschaft auf afrikanischem Boden (2010) traf man in der Vorrunde in Gruppe D unter anderem auf die deutsche Fußballnationalmannschaft.
Zudem konnten die Juniorenmannschaften der GFA große Erfolge feiern: Die U-17 (Spitzname: Black Starlets) wurde in den Jahren 1991 und 1995 Weltmeister, die U-20-Nationalmannschaft (Spitzname: Black Satellites) konnte den Weltmeisterschaftstitel im Jahr 2009 gewinnen. Außerdem erreichte die U-23-Auswahl (Spitzname: Black Meteors) bei den Olympischen Spielen 1992 einen dritten Platz. Im Jahr 2005 wurde die Nationalmannschaft vom Weltverband FIFA mit dem Titel Aufsteiger des Jahres ausgezeichnet.

## Internationale Wettbewerbe

### Teilnahme an Olympischen Spielen
Nach 1988 nahm die A-Nationalmannschaft nicht mehr an den Olympischen Spielen teil. Die Olympiamannschaft gewann 1992 die Bronzemedaille, erreichte 1996 das Viertelfinale und schied 2004 in der Vorrunde aus.
| - 1960: nicht qualifiziert - 1964: 7. Platz - 1968: Vorrunde | - 1972: Vorrunde - 1976: nicht qualifiziert - 1980: nicht teilgenommen | - 1984: nicht qualifiziert - 1988: nicht qualifiziert |

### Teilnahme an Weltmeisterschaften
Seit 1962 nimmt Ghana an den Qualifikationen zur Fußball-Weltmeisterschaft teil. Für die Weltmeisterschaft in Deutschland 2006 konnte sich die Mannschaft erstmals qualifizieren und erreichte das Achtelfinale, wo die Black Stars der Mannschaft Brasiliens unterlagen. Vier Jahre später zog Ghana bei der ersten Weltmeisterschaft auf afrikanischem Boden ins Viertelfinale ein und verlor dort gegen Uruguay im Elfmeterschießen.
Bisher errang die ghanaische Nationalmannschaft in 15 Weltmeisterschaftsspielen 18 Punkte bei fünf Siegen, drei Unentschieden (darunter ein im Elfmeterschießen verlorenes Spiel) und sieben Niederlagen. Die Tordifferenz beträgt 18:23. In der Ewigen Tabelle belegt die Mannschaft den 36. Platz. Bei der WM-Teilnahme 2014 war Ghana der einzige Gegner des späteren Weltmeisters Deutschland, der gegen ihn nicht verlor und mehr als ein Tor erzielen konnte.
| - 1930: nicht teilgenommen - 1934: nicht teilgenommen - 1938: nicht teilgenommen - 1950: nicht teilgenommen - 1954: nicht teilgenommen - 1958: nicht teilgenommen - 1962: nicht qualifiziert | - 1966: zurückgezogen - 1970: nicht qualifiziert - 1974: nicht qualifiziert - 1978: nicht qualifiziert - 1982: zurückgezogen - 1986: nicht qualifiziert - 1990: nicht qualifiziert | - 1994: nicht qualifiziert - 1998: nicht qualifiziert - 2002: nicht qualifiziert - 2006: Achtelfinale - 2010: Viertelfinale - 2014: Vorrunde - 2018: nicht qualifiziert | - 2022: Vorrunde |

Am 19. November 2013 konnte sich Ghana für die Weltmeisterschaft 2014 in Brasilien qualifizieren. Nach dem Gruppensieg vor den Nationalmannschaften aus Sambia, dem Sudan und Lesotho erreichten die Black Stars durch einen 6:1-Sieg und eine 1:2-Niederlage gegen Ägypten als vierter afrikanischer Teilnehmer die WM-Endrunde. In der Vorrunde der Weltmeisterschaft traf Ghana in Gruppe G auf Deutschland, Portugal und die Vereinigten Staaten.

### Teilnahme an Afrikameisterschaften
Ebenfalls seit 1962 nimmt Ghana an den Qualifikationen zur Fußball-Afrikameisterschaft teil. Am 5. Februar 2015 erreichte Ghana zum 9. Mal das Finale und ist damit alleiniger Rekordfinalteilnehmer. In der „Ewigen Tabelle“ liegt Ghana mit 47 Siegen, 13 Unentschieden und 23 Niederlagen bei einer Tordifferenz von 111:71 auf dem dritten Platz.
| - 1957: nicht teilgenommen - 1959: nicht teilgenommen - 1962: nicht qualifiziert - 1963: Afrikameister - 1965: Afrikameister - 1968: 2. Platz - 1970: 2. Platz - 1972: nicht qualifiziert - 1974: nicht qualifiziert - 1976: nicht qualifiziert - 1978: Afrikameister | - 1980: Vorrunde - 1982: Afrikameister - 1984: Vorrunde - 1986: nicht qualifiziert - 1988: nicht qualifiziert - 1990: nicht qualifiziert - 1992: 2. Platz - 1994: Viertelfinale - 1996: 4. Platz - 1998: Vorrunde - 2000: Viertelfinale | - 2002: Viertelfinale - 2004: nicht qualifiziert - 2006: Vorrunde - 2008: 3. Platz - 2010: 2. Platz - 2012: 4. Platz - 2013: 4. Platz - 2015: 2. Platz - 2017: 4. Platz - 2019: Achtelfinale - 2022: Vorrunde | - 2024: Vorrunde - 2025: nicht qualifiziert |

## Aktueller Kader
Siehe: Ghana bei der Fußball-Weltmeisterschaft 2022

## Personen

### Trainer
Seit 1958 trainierten etwa 30 verschiedene Trainer die Fußballnationalmannschaft Ghanas. In verschiedenen Quellen finden sich unterschiedliche Angaben.
| Zeitraum                   | Trainer                 |
| -------------------------- | ----------------------- |
| März 1958–Oktober 1958     | George Ainsley          |
| 1959–1960                  | Andreas Sjöberg         |
| 1960–Januar 1962           | József Ember            |
| Januar 1962–1967           | Charles Kumi Gyamfi     |
| 1967–1968                  | Carlos Alberto Parreira |
| 1968–1970                  | Karl-Heinz Marotzke     |
| 1970–1973                  | Ben Koufie              |
| 1973–1974                  | Nicolae Dumitru         |
| 1974–1975                  | Karl-Heinz Weigang      |
| 197600000                  | Fred Osam-Duodu         |
| 1977–1978                  | Oswaldo Sampaio Júnior  |
| 1978–1981                  | Fred Osam-Duodu         |
| 1982–1983                  | Charles Kumi Gyamfi     |
| 198400000                  | Emmanuel Afranie        |
| 1984–1985                  | Herbert Addo            |
| 1986–1987                  | Rudi Gutendorf          |
| 1988–1989                  | Fred Osam-Duodu         |
| 1990–1992                  | Burkhard Ziese          |
| 199200000                  | Otto Pfister            |
| 199300000                  | Fred Osam-Duodu         |
| 199400000                  | Edward Aggrey-Fynn      |
| 199500000                  | Jørgen E. Larsen        |
| 199500000                  | Petre Gavrilă           |
| 199600000                  | Ismael Kurtz            |
| 1997 – 19. Februar 1998    | Rinus Israël            |
| 6. Sep. 1998–31. Juli 2000 | Giuseppe Dossena        |

| Zeitraum                          | Trainer                    |
| --------------------------------- | -------------------------- |
| 3. Aug. 2000–28. Oktober 2000     | Fred Osam-Duodu (interim)  |
| 10. Nov. 2000–17. April 2001      | Cecil Jones Attuquayefio   |
| 19. Apr. 2001– 7. Juni 2001       | Fred Osam-Duodu (interim)  |
| 8. Juni 2001– 13. Februar 2002    | Fred Osam-Duodu            |
| 11. Juni 2002–23. September 2002  | Milan Živadinović          |
| 26. Sep. 2002–20. Februar 2003    | Emmanuel Afranie (interim) |
| 1. März 2003–13. August 2003      | Burkhard Ziese             |
| 10. Sep. 2003–4. Januar 2004      | Ralf Zumdick               |
| 27. Jan. 2004–7. September 2004   | Mariano Barreto            |
| 14. Sep. 2004–11. Oktober 2004    | Sam Arday (interim)        |
| 16. Dez. 2004–13. Juli 2006       | Ratomir Dujković           |
| 21. Sep. 2006–8. Mai 2008         | Claude Le Roy              |
| 22. Mai 2008–31. August 2010      | Sellas Tetteh (interim)    |
| 18. Aug. 2008–13. September 2010  | Milovan Rajevac            |
| 6. Okt. 2010–6. Januar 2011       | James Kwesi Appiah         |
| 10. Jan. 2011–19. März 2012       | Goran Stevanović           |
| 10. Apr. 2012–12. September 2014  | James Kwesi Appiah         |
| 16. Sep. 2014–23. November 2014   | Maxwell Konadu (interim)   |
| 1. Dez. 2014– 28. Februar 2017    | Avram Grant                |
| 1. Mai 2017– 3. Januar 2020       | James Kwesi Appiah         |
| 16. Jan. 2020– 13. September 2021 | Charles Akonnor            |
| 12. Sep. 2021–18. Januar 2022     | Milovan Rajevac            |
| 25. März 2022–2. Dezember 2022    | / Otto Addo                |
| 12. Feb. 2023–22. Januar 2024     | / Chris Hughton            |
| 15. März 2024–                    | / Otto Addo                |

### Spieler

#### Rekordhalter
Über lange Jahre galt Abédi Pelé mit 33 Länderspieltoren als bester Torschütze der „Black Stars“, bereits 2011 kamen daran jedoch nicht endgültig belegte Zweifel seitens des ehemaligen Nationalspielers und Verbandspräsidenten Ben Koufie auf. Am 7. Juni 2013 überbot Asamoah Gyan mit einem Doppelpack im Spiel gegen den Sudan diese Leistung und galt mit 34 erzielten Treffern als neuer Rekordtorschütze der Mannschaft. Bereits wenige Tage später veröffentlichte der Sportjournalist Thomas Freeman Yeboah seine Nachforschungen, wonach Kwasi Owusu mit 36 Treffern bester Torschütze der Nationalmannschaft sei und Abédi Pelé lediglich 19 Tore erzielt habe. Freeman Yeboah korrigierte dies nach weiteren Untersuchungen im Juli 2013 – Kwasi Owusu und Edward Acquah wurden fortan mit jeweils 40 Treffern als Rekordtorschützen geführt. Nachdem Asamoah Gyan am 9. Juni 2014 im Spiel gegen Südkorea diesen Rekord eingestellt hatte, erzielte er zwölf Tage später beim WM-Gruppenspiel gegen Deutschland seinen 41. Treffer im Trikot der „Black Stars“ und ist seither alleiniger Rekordhalter dieser Kategorie. Am 4. Juni 2020 wurden von der Rec.Sport.Soccer Statistics Foundation für einige Spieler neue Zahlen veröffentlicht.
| Rekordspieler (Stand: 18. November 2024)                                                                    | Rekordspieler (Stand: 18. November 2024) | Rekordspieler (Stand: 18. November 2024) | Rekordspieler (Stand: 18. November 2024) |
| | Spieler                                  | Zeitraum                                 | Spiele                                   |
| --- | ---------------------------------------- | ---------------------------------------- | ---------------------------------------- |
| 1. | André Ayew                               | 2007–0000                                | 120 1                                    |
| 2. | Jordan Ayew                              | 2009–0000                                | 109 1                                    |
| 2. | Asamoah Gyan                             | 2003–2019                                | 109                                      |
| 3. | Richard Kingson                          | 1996–2011                                | 093                                      |
| 4. | John Paintsil                            | 2001–2013                                | 091                                      |
| 6. | Harrison Afful                           | 2008–2018                                | 084                                      |
| 6. | Sulley Muntari                           | 2002–2014                                | 084                                      |
| 8. | John Mensah                              | 2001–2013                                | 083                                      |
| 9. | Emmanuel Agyemang Badu                   | 2008–2017                                | 079                                      |
| 10. | Kwadwo Asamoah                           | 2006–2019                                | 074                                      |
| 11. | Abédi Pelé                               | 1982–1998                                | 073                                      |
| 12. | John Boye                                | 2009–2020                                | 070                                      |
| 12. | Jonathan Mensah                          | 2010–0000                                | 070                                      |
| 12. | Mubarak Wakaso                           | 2012–0000                                | 070                                      |
| 15. | Stephen Appiah                           | 1995–2010                                | 069                                      |
| 16. | Anthony Annan                            | 2007–2013                                | 065                                      |
| 16. | Christian Atsu                           | 2012–2019                                | 065                                      |
| 18. | Abdul Razak                              | 1975–1987                                | 062                                      |
| 1 Inkl. des Spiels am 8. Januar 2024 gegen Namibia, bei dem mehr als 6 Spieler Ghanas ausgewechselt wurden. |                                          |                                          |                                          |

| Rekordtorschützen (Stand: 18. Nov. 2024) | Rekordtorschützen (Stand: 18. Nov. 2024) | Rekordtorschützen (Stand: 18. Nov. 2024) | Rekordtorschützen (Stand: 18. Nov. 2024) |
|                                          | Spieler                                  | Zeitraum                                 | Tore                                     |
| ---------------------------------------- | ---------------------------------------- | ---------------------------------------- | ---------------------------------------- |
| 1.                                       | Asamoah Gyan                             | 2003–2019                                | 51                                       |
| 2.                                       | Edward Acquah                            | 1956–1964                                | 45                                       |
| 3.                                       | Kwasi Owusu                              | 1967–1976                                | 36                                       |
| 4.                                       | Jordan Ayew                              | 2009–0000                                | 29                                       |
| 5.                                       | André Ayew                               | 2007–0000                                | 28                                       |
| 6.                                       | Abdul Razak                              | 1975–1987                                | 25                                       |
| 7.                                       | Wilberforce Mfum                         | 1961–1967                                | 20                                       |
| 7.                                       | Sulley Muntari                           | 2002–2014                                | 20                                       |
| 9.                                       | Osei Kofi                                | 1965–1972                                | 19                                       |
| 9.                                       | Abédi Pelé                               | 1982–1998                                | 19                                       |
| 11.                                      | Kofi Pare                                | 1964–1970                                | 15                                       |
| 11.                                      | Anthony Yeboah                           | 1985–1997                                | 15                                       |
| 13.                                      | Stephen Appiah                           | 1995–2010                                | 14                                       |

## Länderspiele

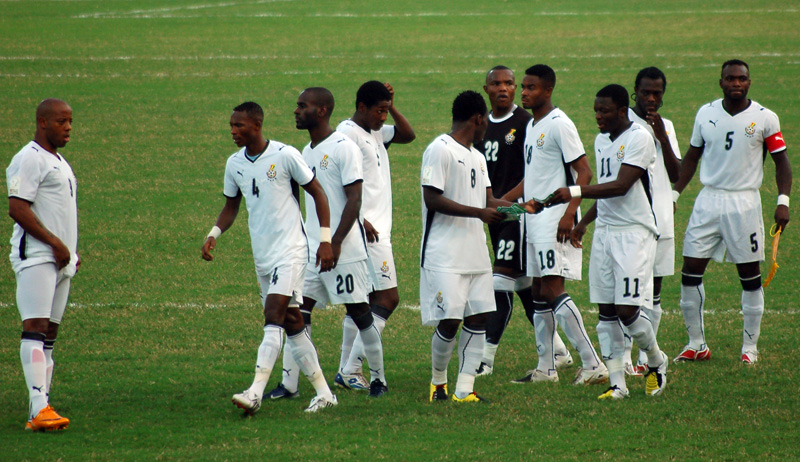
Die ghanaische Nationalmannschaft am 3. Februar 2008.

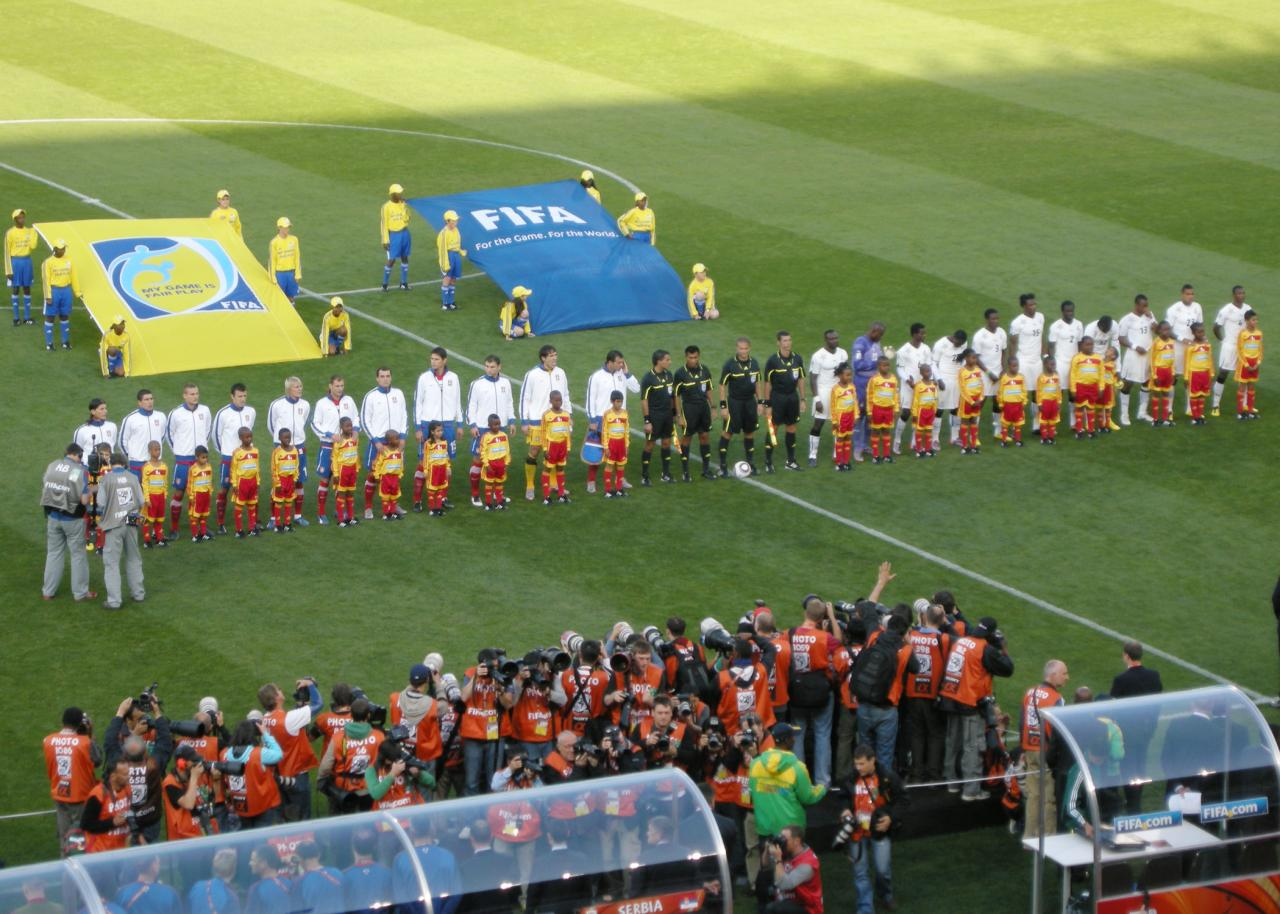
Die ghanaische Nationalmannschaft am 13. Juni 2010.

### Spiele gegen deutschsprachige Nationalmannschaften
|    | Datum      | Ort             | Heimmannschaft | Resultat | Gastmannschaft |
| -- | ---------- | --------------- | -------------- | -------- | -------------- |
| 1. | 23.02.1964 | Accra           | Ghana          | 3:0      | DDR            |
| 2. | 14.04.1993 | Bochum          | Deutschland    | 6:1      | Ghana          |
| 3. | 24.03.2007 | Graz            | Österreich     | 1:1      | Ghana          |
| 4. | 23.06.2010 | Johannesburg () | Deutschland    | 1:0      | Ghana          |
| 5. | 21.06.2014 | Fortaleza ()    | Deutschland    | 2:2      | Ghana          |
| 6. | 17.11.2022 | Abu Dhabi ()    | Schweiz        | 0:2      | Ghana          |

Bisher fanden keine Begegnungen zwischen Ghana und Luxemburg sowie Liechtenstein statt.

## Ehrungen
Nach der erfolgreichen Teilnahme an der Fußball-Weltmeisterschaft 2006 in Deutschland wurden mindestens zwölf Spieler des Kaders mit der zweithöchsten Auszeichnung der Republik, dem Order of the Volta, geehrt.